# تریورا
تریورا (به ایتالیایی: Triora) یک کومونه در ایتالیا است که در استان ایمپریا واقع شده‌است.

## خصوصیات
تریورا ۶۸٫۰ کیلومترمربع مساحت و ۴۱۶ نفر جمعیت دارد و ۷۸۰ متر بالاتر از سطح دریا واقع شده‌است.